# Covi
Pour les articles homonymes, voir Covi (homonymie).
Covi est une entreprise de conserverie française fondée en 1961. Elle commercialise sous les marques Paul et Louise, Hereford, Bret, Avon et Ragobert, des confits, des terrines, du foie gras et des plats cuisinés.

## Historique de l'entreprise
Dans les années 1990, elle reprend l'usine Cassegrain de Nantes, lorsque le groupe Bonduelle, qui a repris la marque, transfère la production sur le site de Flaucourt, en Picardie. Cette usine, créée en 1868 et située à Saint-Sébastien-sur-Loire, dans la banlieue de Nantes, est l'usine historique du groupe Cassegrain.

## Organisation
L'entreprise possède trois sites de fabrication, à Bressuire, où se situe également le siège social de l'entreprise, à Nançay ainsi qu'à Saint-Sébastien-sur-Loire. Elle emploie 230 salariés.